# 1887 dans les parcs de loisirs
| Années des parcs de loisirs : 1884 - 1885 - 1886 - 1887 - 1888 - 1889 - 1890    |
| Décennies des parcs de loisirs : 1850 - 1860 - 1870 - 1880 - 1890 - 1900 - 1910 |

## Les parcs d'attractions

### Ouverture
- Chutes Park (en) ( États-Unis)
- Geauga Lake ( États-Unis)